# Saint-Eugène (Charente-Maritime)
Saint-Eugène település Franciaországban, Charente-Maritime megyében. Lakosainak száma 285 fő (2022. január 1.). Saint-Eugène Barret, Guimps, Lachaise, Saint-Palais-du-Né, Archiac, Arthenac és Brie-sous-Archiac községekkel határos.

## Népesség
A település népessége az elmúlt években az alábbi módon változott:
| Lakosok száma | 374  | 316  | 319  | 313  | 276  | 277  | 276  | 286  | 286  | 285  |
|               | 1968 | 1982 | 1990 | 2006 | 2013 | 2015 | 2017 | 2019 | 2020 | 2022 |